# Pleurobema pyriforme
Pleurobema pyriforme är en musselart som först beskrevs av I. Lea 1857.  Pleurobema pyriforme ingår i släktet Pleurobema och familjen målarmusslor. IUCN kategoriserar arten globalt som starkt hotad. Inga underarter finns listade i Catalogue of Life.

## Bildgalleri

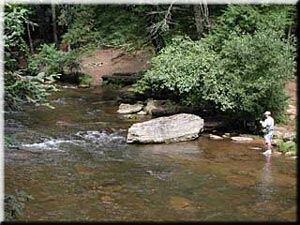